# Patrick Richardt
Patrick Richardt (* 1989) ist ein deutscher Liedermacher aus Krefeld.

## Werdegang
Patrick Richardt spielte zunächst Schlagzeug bei der Krefelder Band Oh, Napoleon, die 2011 eine Platte herausbrachte. Nachdem der Durchbruch ausblieb, begann er selbst Songs zu schreiben, die eigentlich für die Band vorgesehen waren. Diese waren zuerst auf Englisch, dann aber immer mehr auf Deutsch verfasst.
Sein erstes Soloalbum So, wie nach Kriegen erschien im Januar 2013. Die Aufnahmen dazu waren ursprünglich als Demos gedacht. Die Musik von Patrick Richardt wird mit Rio Reiser und Gisbert zu Knyphausen verglichen. Er spielt Gitarre und Klavier.
2012 bestritt er Tourneen mit Kettcar und Thees Uhlmann. 2013 war er auf Tour u. a. im Vorprogramm der Sportfreunde Stiller.
Im März 2017 erschien sein zweites Album Soll die Zeit doch vergehen, im November 2020 folgte Pangaea, Pangaea.

## Diskografie

### Alben
- 2013: So, wie nach Kriegen (Grand Hotel van Cleef)
- 2017: Soll die Zeit doch vergehen (Grand Hotel van Cleef)
- 2020: Pangaea, Pangaea (Snowhite Records)

### Singles
- 2013: Adé, Adé (Grand Hotel van Cleef)
- 2020: Hirte der Kaputten, ein Aufstand (Snowhite Records)